# 浅香正博
浅香 正博（あさか まさひろ、1948年1月1日 - ）は、日本の医師、北海道大学医学部教授、北海道大学病院病院長を経て北海道医療大学学長,2025年4月より社会医療法人カレス記念病院院長。
ピロリ菌研究の第一人者で、秋野公造と共にピロリ感染胃炎に対して除菌の保険適用を実現させた。ピロリ菌除菌と以後の定期的な内視鏡検査による胃がん撲滅計画を提唱している。

## 経歴
北海道のオホーツク管内美幌町生まれ。1972年、北海道大学医学部卒。
1978年、北海道大学医学部付属病院第3内科助手。
1981年4月から1982年9月まで文部省在外研究員として米国テキサス州ベイラー大学医学部消化器科へ留学。1982年4月よりベイラー大学医学部講師。
1984年1月から3月までサウジアラビア厚生省の招きでジェッダ市にある内視鏡センターへ行き、アラビア人医師を指導。
1994年、北海道大学医学部内科学第三講座教授。
2000年、北海道大学大学院医学研究科消化器内科学教授。2007年から2010年まで北海道大学病院院長。2009年第95回日本消化器病学会総会会長。2008年から2012年まで日本ヘリコバクター学会理事長。
2011年から2015年まで北海道大学大学院医学研究科がん予防内科学講座特任教授。
2016年4月より北海道医療大学学長。
2025年4月より社会医療法人カレス記念病院院長

## 受賞歴
- 1995年、上原記念生命科学財団研究助成賞。
- 1996年、日本医師会医学研究助成賞。
- 2009年、高松宮妃癌研究基金学術賞、朝日がん大賞、北海道医師会賞。
- 2011年、日本医師会医学賞、北海道科学技術賞、秋山財団賞。
- 2013年、Marshall & Warren Medal（欧州ヘリコバクター会議最高賞）

## 主著
- 私のアラビアンナイト 先端医学社 2005年5月  ISBN 9784884072056
- 21世紀の胃の炎症学 メディカルレビュー社 2005年1月 ISBN 9784896007718
- 胃の病気とピロリ菌-胃がんを防ぐために（中公新書） 中央公論新社 2010年10月  ISBN 9784121020772
- カラー版消化器病学：基礎と臨床 西村書店 2013年10月 ISBN 9784890134373
- 胃がんは「ピロリ菌除菌」でなくせる 潮出版社 2013年10月 秋野公造参議院議員との共著 ISBN 9784267019586
- がんはどこまで防げるのか 三省堂書店 2014年11月 ISBN 9784881429501
- 胃がんでいのちを落とさないために 中央公論新社 2016年1月 ISBN 9784120048098
- 私の医歴書 マイス株式会社 2016年10月
- 胃がんは「ピロリ菌除菌」でなくせる 潮新書 2017年3月 秋野公造参議院議員との共著 ISBN 9784267020810
- がん予防の教科書　潮出版社　2022年8月